# كلية نيونهام
كلية نيونهام هي إحدى كليات جامعة كامبريدج في المملكة المتحدة، وقد تأسست عام 1871.

## التاريخ
تأسست كلية نيونهام التابعة لجامعة كامبريدج في عام 1871. كان من بين مُؤسسي الكلية كُلٍ من "ميليسنت جاريت فاوست" و"هنري سيدجويك".

## شخصيات بارزة بالكلية
- أليسون روز، دبلوماسية بريطانية، خريجة الكلية، ومديرة الكلية منذ أكتوبر 2019.[2]

- حياة سندي، عالمة وباحِثة سعودية، منحتها الكلية عام 2023 الزمالة الفخرية "تقديرًا لإنجازاتها في العلوم الطبية".[3][4]

- مزنة القطو، عالمة ومؤرخة فلسطينية، تعمل مديرةً لدراسات التاريخ والسياسة واللغات الحديثة في الكلية، كما نالت زمالة مركز مارغريت آنستي في الكلية للدراسات العالمية.[5]

## معرض صور

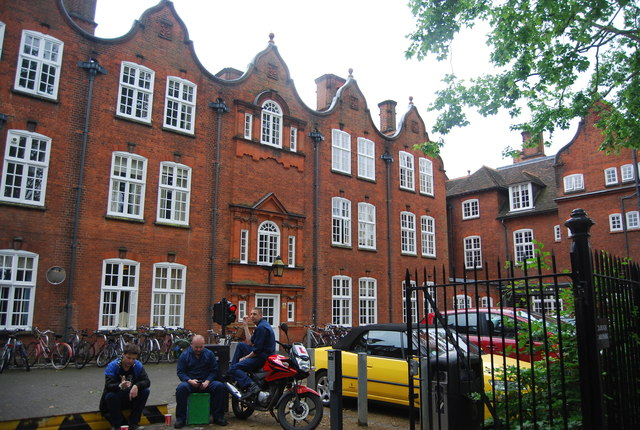
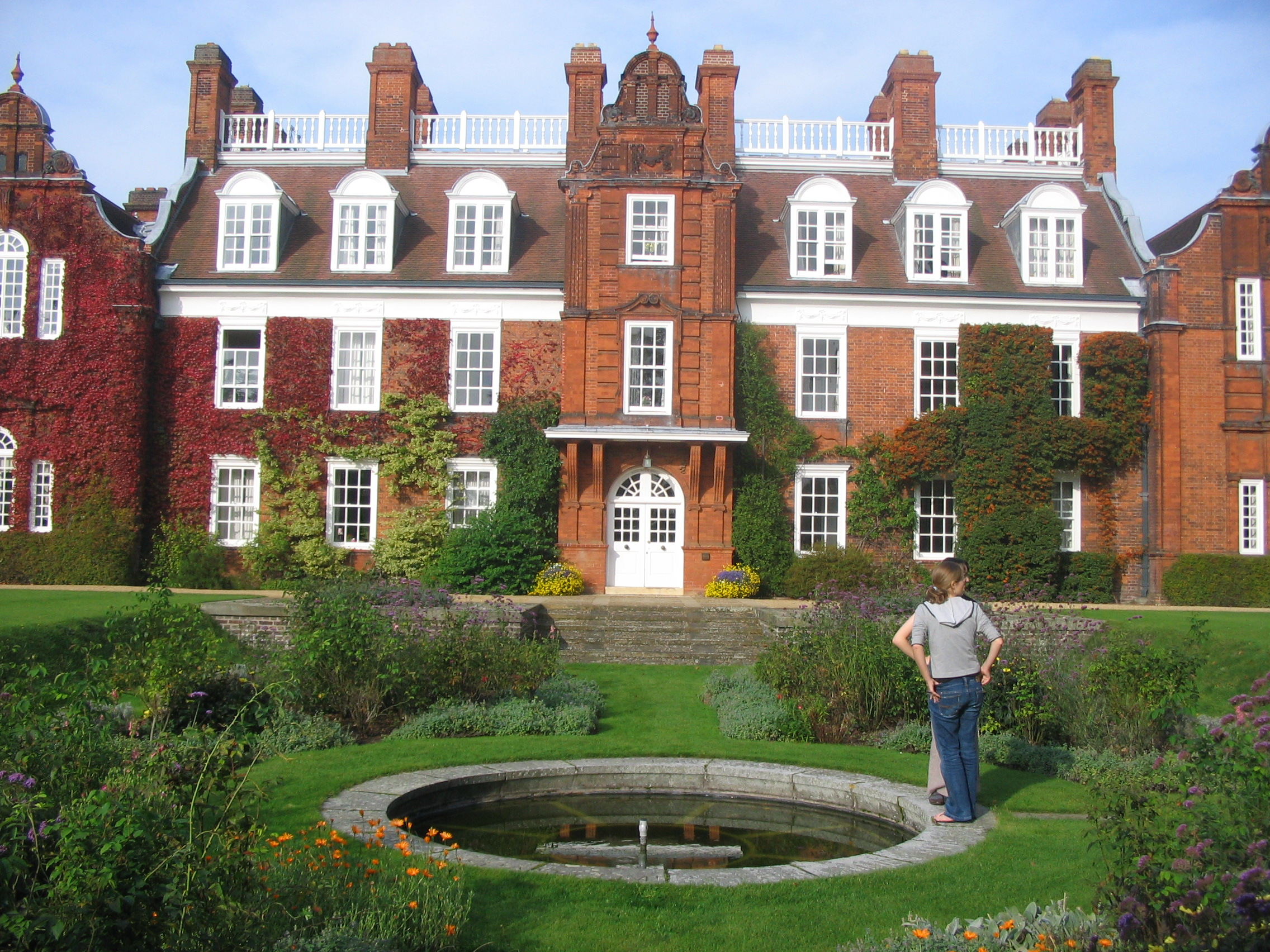
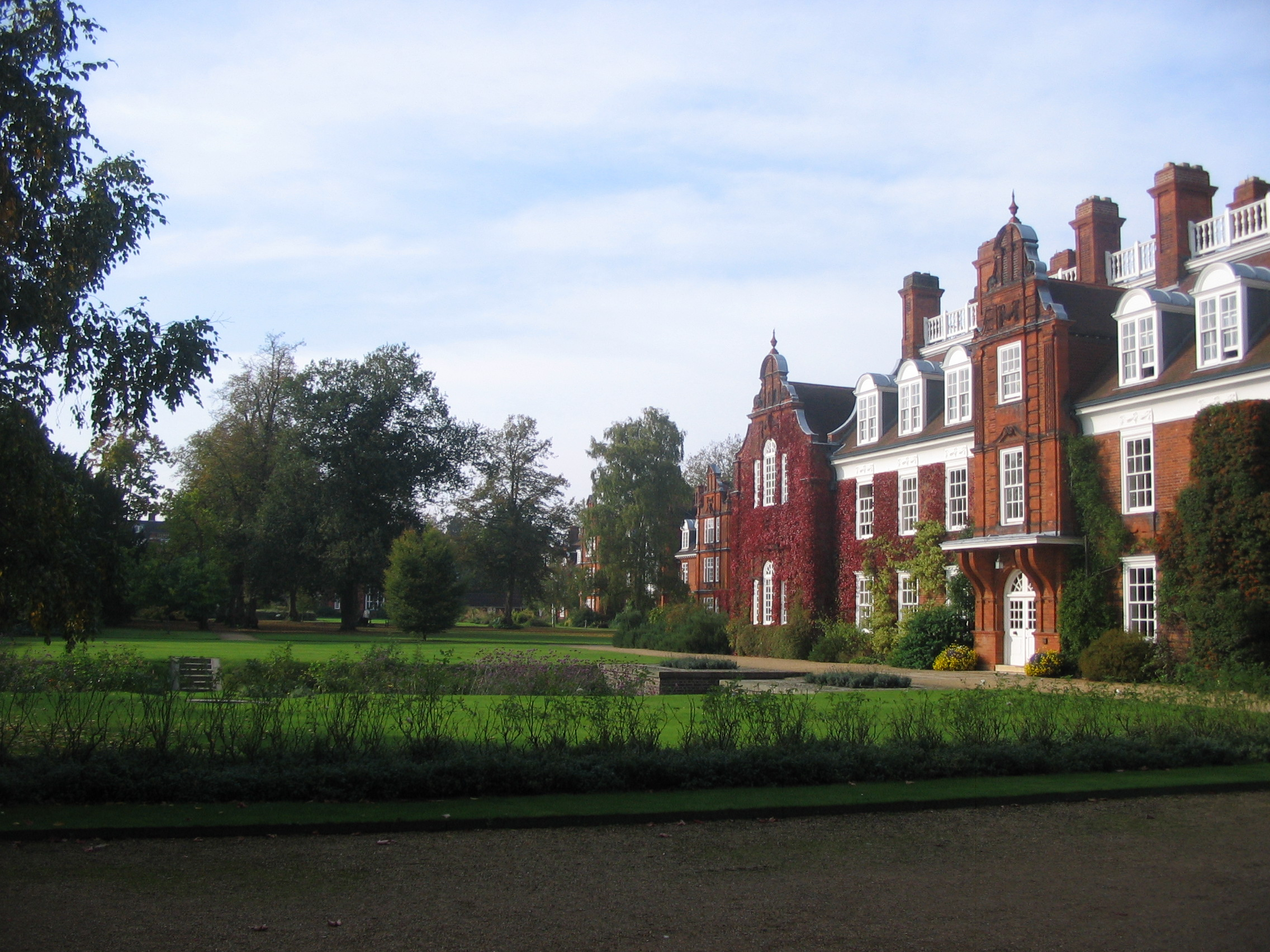
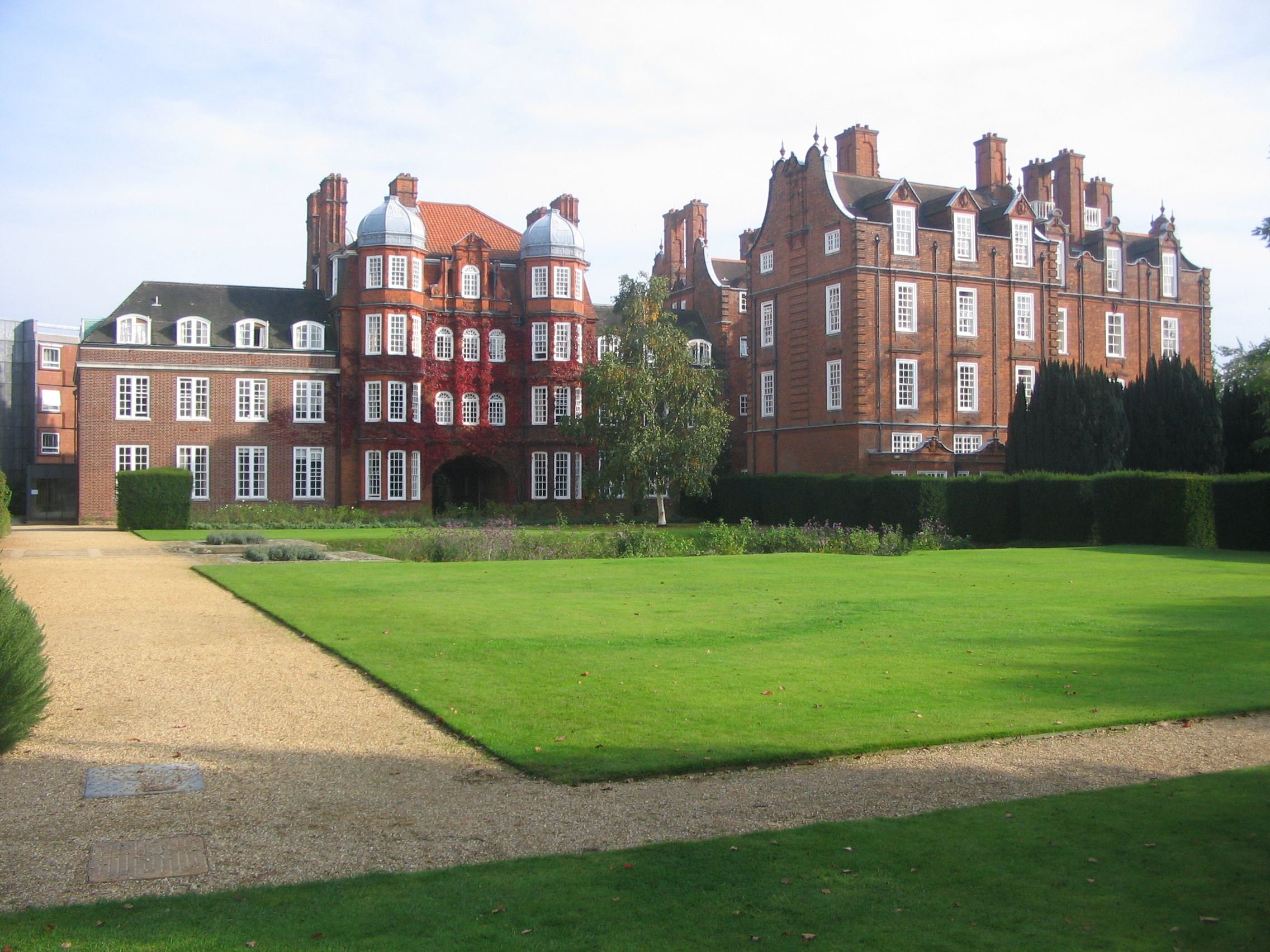